# 퀵 (영화)
《퀵》은 2011년에 개봉한 대한민국의 액션 코미디 영화이다.

## 줄거리
2004년 8월 15일. 폭주족들의 광복절 기념 질주를 하느라 아수라장이 된 도로. 잘나가는 폭주족 리더 한기수는 연인 춘심앞에서 보란듯이 다른 여자를 오토바이에 태우고 애정행각을 펼쳤고 춘심은 뚜껑이 열려 그를 쫓기 시작한다. 하지만 차들과 오토바이가 부대끼는 도로에선 결국 사고가 터지고 말았고 춘심 역시 차에 치일뻔 했다 돌연 달려온 기수의 도움으로 구사일생 했다. 하지만 기수는 구해준것을 끝으로 두사람은 갈라섰다. 
6년후, 폭주족 생활을 청산한 뒤 오토바이 운전실력의 재능을 살려 퀵서비스일을 하고있던 기수는 어느날, 생방송 콘서트 현장에 태워달라는 한 여자의 연락을 받고 약속장소에 갔다가 춘심과 다시 만났다. 다시 만난 춘심은 걸그룹 오케이걸스의 멤버 아롬이라는 예명으로 활동중인 아이돌가수가 되어있었고 행사를 뛰느라 생방송 시간이 늦어지자 퀵을 부른것인데 그 퀵이 공교롭게도 기수였던 것이다. 하지만 한가롭게 옛 남친과 추억팔이나 할때가 아니었던지라 서둘러 출발하려던 순간, 어디선가 알 수 없는 전화 한통이 걸려온다. 
아롬이 찬 헬멧은 사실 헬멧으로 위장한 폭탄이며 자기말을 듣지않으면 터진다는 경고전화. 기수는 코웃음치며 터뜨려보라고 했지만 눈앞에서 정말 폭발이 일어나자 겁에 질려 범인 말이라면 무조건 복종하게 된다. 이후 아롬까지 태운채 폭탄배달이라는 유례없는 퀵서비스를 시작했고 설상가상 테러범이란 누명을 쓰고 경찰의 추격까지 받는 신세가 된다. 

## 캐스팅
- 이민기 - 한기수 역
- 강예원 - 아롬/춘심 역
- 김인권 - 김명식 역
- 고창석 - 서 형사 역
- 주진모 - 김 팀장 역
- 김병철 - 박 형사 역
- 김은옥 - 미스리 역
- 윤제문 - 정인혁 역
- 유승목 - 이도형 역
- 마동석 - 김주철 역
- 송재호 - 곽한수 역
- 전국환 - 아이까와 마사아끼 역
- 오정세 - 박달용 역
- 최재섭 - 매니져실장 역
- 김소진 - 매니져팀장 역
- 한근섭 - 로드매니저 역
- 박진우 - 연출 역
- 김수진 - 여중생 1 역
- 이새별 - 연애부기자 3 역
- 정수인 - OK 걸스 2 역
- 변상윤 - 특공대 2 역
- 이희준 - 대망실장 역
- 조경현 - 대망조직원 2 역
- 민지오 - 소망실장 역
- 김결 - 엔지니어 역
- 공상아 - 조연출 역
- 이수정 - 스포츠카 미녀 역
- 박은영 - 조개구이 아줌마 역
- 이해인 - 춘심 동창 역
- 이태검 - 모텔종업원 역
- 김재화 - 폭주녀 역
- 배장수 - 광고주 역
- 장명갑 - 기관사 역
- 박지연 - 유치원선생님 역
- 김태우 - 와타나베 준이치 역 (특별출연)